# Zweden op het Eurovisiesongfestival 1960
Melodifestivalen 1960 (toen bekend als Eurovisionsschlagern, svensk final) was de 2de editie van de liedjeswedstrijd die de Zweedse deelnemer voor het Eurovisiesongfestival oplevert.
Er werden 1100 liedjes ingestuurd waarvan er 8 werden gekozen. Elk lied werd door twee artiesten vertolkt, één met een groot orkest en één met een klein. Winnend lied was Alla andra får varann van Östen Warnerbring en Inger Berggren, maar net zoals vorig jaar werd de winnaar niet afgevaardigd naar het songfestival. Het was Siw Malmkvist (de winnares van vorig jaar) die het lied mocht vertolken. Östen Warnerbring deed al voor de tweede keer mee.

## Melodifestivalen 1960

### Uitgeschakeld in halve finale
| Lied                 | Artiest        | Tekst/muziek                            |
| -------------------- | -------------- | --------------------------------------- |
| Vårens första flicka | Tommy Jacobson | Åke Gerhard / Gunnar Hoffsten           |
| Flicka med positiv   | Bertil Englund | Eric Sandström / Bobbie Ericson         |
| En kyss              | Lill-Babs      | Fritz-Gustaf Sundelöf / Albert Stenbock |
| Res med mig          | Lars Lönndahl  | Eric Sandström / Bobbie Ericson         |

### Finale
| Startplaats | Lied                  | Artiest                            | Tekst/muziek                | Punten | Plaats |
| ----------- | --------------------- | ---------------------------------- | --------------------------- | ------ | ------ |
| 1           | Underbar, så underbar | Inger Berggren / Östen Warnerbring | Per Lindqvist               | 76     | 2      |
| 2           | Nancy, Nancy          | Britt Damberg / Mona Grain         | Åke Gerhard / Sune Borg     | 56     | 4      |
| 3           | Alla andra får varann | Östen Warnerbring / Inger Berggren | Åke Gerhard / Ulf Källqvist | 85     | 1      |
| 4           | Alexande              | Mona Grain / Britt Damberg         | Åke Gerhard                 | 67     | 3      |

## Uitslag jury
Een jury koos het winnende lied.
| Liedje                | Stockholm | Göteborg | Malmö | Luleå | Summa | Plaats |
| --------------------- | --------- | -------- | ----- | ----- | ----- | ------ |
| Underbar, så underbar | 18        | 10       | 25    | 23    | 76    | 2      |
| Nancy, Nancy          | 10        | 12       | 21    | 13    | 56    | 4      |
| Alla andra får varann | 16        | 20       | 19    | 30    | 85    | 1      |
| Alexander             | 14        | 11       | 24    | 18    | 67    | 3      |

1958 · 1959 · 1960 · 1961 · 1962 · 1963 · 1964 · 1965 · 1966 · 1967 · 1968 · 1969 · 1970 · 1971 · 1972 · 1973 · 1974 · 1975 · 1976 · 1977 · 1978 · 1979 · 1980 · 1981 · 1982 · 1983 · 1984 · 1985 · 1986 · 1987 · 1988 · 1989 · 1990 · 1991 · 1992 · 1993 · 1994 · 1995 · 1996 · 1997 · 1998 · 1999 · 2000 · 2001 · 2002 · 2003 · 2004 · 2005 · 2006 · 2007 · 2008 · 2009 · 2010 · 2011 · 2012 · 2013 · 2014 · 2015 · 2016 · 2017 · 2018 · 2019 · 2020 · 2021 · 2022 · 2023 · 2024 · 2025